# 11 محرم
- السبت
- الأحد
- الاثنين
- الثلاثاء
- الأربعاء
- الخميس
- الجمعة

- 306 يوليو 2024
- 17 يوليو 2024
- 28 يوليو 2024
- 39 يوليو 2024
- 410 يوليو 2024
- 511 يوليو 2024
- 612 يوليو 2024
- 713 يوليو 2024
- 814 يوليو 2024
- 915 يوليو 2024
- 1016 يوليو 2024
- 1117 يوليو 2024
- 1218 يوليو 2024
- 1319 يوليو 2024
- 1420 يوليو 2024
- 1521 يوليو 2024
- 1622 يوليو 2024
- 1723 يوليو 2024
- 1824 يوليو 2024
- 1925 يوليو 2024
- 2026 يوليو 2024
- 2127 يوليو 2024
- 2228 يوليو 2024
- 2329 يوليو 2024
- 2430 يوليو 2024
- 2531 يوليو 2024
- 261 أغسطس 2024
- 272 أغسطس 2024
- 283 أغسطس 2024
- 294 أغسطس 2024
- 15 أغسطس 2024
- 26 أغسطس 2024
- 37 أغسطس 2024
- 48 أغسطس 2024
- 59 أغسطس 2024

11 مُحرَّم أو 11 مُحرَّم الحرام أو يوم 11 \ 1 (اليوم الحادي عشر من الشهر الأوَّل) هو اليوم الحادي عشر من أيَّام السنة وفق التقويم الهجري القمري (العربي). يبقى بعده 343 أو 344 يومًا لانتهاء السنة.

## أحداث
- 61 هـ - تسيير بنات رسول الله وأهل بيت الإمام الحسين بن علي سبايا من كربلاء إلى الكوفة وكان من ضمن السبايا: الإمام علي زين العابدين والسيدة زينب بنت علي والإمام محمد الباقر عندما كان صغيرًا والسيدة أم كلثوم بنت علي.
- 694 هـ - سلطنة الملك العادل زين الدين كتبغا المنصوري، السلطان العاشر في سلسلة سلاطين الدولة المملوكية، وهو أول سلطان يقبل بـ«الإمارة» بعد «السلطنة».
- 1105 هـ - الجيش الألماني يرفع حصاره عن بلغراد التي كانت خاضعة للدولة العثمانية، بعد خسارته 10 آلاف قتيل في الحصار.
- 1186 هـ - هروب علي بك الكبير من مصر إلى الشام بعد فشل حركته في الخروج على الدولة العثمانية التي كانت مصر تابعة لها.
- 1238 هـ - عالم المصريات الفرنسي جان فرانسوا شاممليار يفك رموز الهيروغليفية بعد دراسته لحجر رشيد.
- 1326 هـ - انتخاب محمد فريد زعيما للحزب الوطني المصري خلفا لمصطفى كامل.
- 1357 هـ - القوات النازية الألمانية تجتاح النمسا، وتعلن ضمها إلى ألمانيا، دون أي اعتراض من الدول الأوروبية الكبرى، مما مهد الطريق لنشوب الحرب العالمية الثانية في سبتمبر 1939.
- 1374 هـ - تشكيل حلف جنوب شرق آسيا في العاصمة الفلبينية مانيلا من عضوية: باكستان، والفلبين، والولايات المتحدة وأستراليا، ونيوزيلندا، وفرنسا، وبريطانيا، وسيام وكان الهدف الحقيقي للحلف هو مواجهة الخطر الشيوعي الصيني.
- 1391 هـ - الملاكم جو فريزر يهزم البطل العالمي محمد علي كلاي.
- 1396 هـ - مجلس الأمن الدولي يصوت بأغلبية 11 صوتًا مقابل صوت واحد لصالح السماح لمنظمة التحرير الفلسطينية بحضور جلساته.
- 1402 هـ - جامعة الأرجنتين تمنح شهادة دكتوراه فخرية لرئيس الإمارات العربية المتحدة الشيخ زايد بن سلطان آل نهيان برتبة بروفيسور وذلك نظرًا لإنجازاته على المستوى المحلي لدولة الإمارات والمستوى الدولي.
- 1406 هـ - مقتل ثلاثة من عملاء الموساد في هجوم مسلح على زورق إسرائيلي في ميناء لارنكا القبرصي
- 1411 هـ - بدأ تقدم الجيوش العراقية لاحتلال الكويت.
- 1424 هـ - رجب طيب أردوغان يتولى رئاسة وزراء تركيا.
- 1425 هـ -
  - مدينة كربلاء والكاظمية تشهد سلسة انفجارات خلال إحياء ذكرى استشهاد الإمام الحسين بن علي، أسفرت عن مقتل 112 شخصا، وتزامنت تلك الهجمات مع انفجار قرب ضريح الإمام موسى الكاظم في العاصمة بغداد، أودى بحياة 70 شخصا.
  - منظمة أمناء جبل الهيكل تقدم التماسا إلى المحكمة العليا الإسرائيلية من أجل استصدار قرار يمنع أعمال ترميم تقوم بها دائرة الأوقاف الإسلامية في القدس.
- 1426 هـ - إعادة الأردن سفيرها إلى إسرائيل في إطار تعهد أعلنه في أثناء قمة شرم الشيخ التي عقدت أوائل شهر فبراير 2005 ؛ وذلك بعد أكثر من 4 سنوات من سحبه عقب اندلاع الانتفاضة الفلسطينية. وصرح السفير لدى وصوله إلى مطار تل أبيب بأن «صفحة جديدة في العلاقات الإسرائيلية الأردنية قد بدأت».
- 1432 هـ - الشاب التونسي محمد البوعزيزي يضرم النار في نفسه أمام مقر ولاية سيدي بوزيد وذلك بعد قيام سلطات بلدية مدينة سيدي بوزيد بمصادرة عربة كان يبيع عليها الخضار والفواكة وتنديدًا برفض قبول شكوى أراد تقديمها بحق الشرطية فادية حمدي التي قامت بصفعه، وأدت هذه الحادثة إلى اندلاع الثورة التونسية ضد حكم الرئيس زين العابدين بن علي.
- 1433 هـ - أمير الكويت الشيخ صباح الأحمد الجابر الصباح يصدر مرسومًا بحل مجلس الأمة وذلك للعودة للشعب لاختيار ممثليه في البرلمان بعد أن ساءت العلاقة بين مجلسي الأمة والوزراء.
- 1441 هـ - مصرع 31 شخصًا وإصابة نحو 100 آخرين في تدافعٍ أثناء مواكب عاشوراء في مدينة كربلاء.

## مواليد
- 1292 هـ - عبد المسيح الأنطاكي، شاعر وصحفي وكاتب سوري.
- 1319 هـ - هيروهيتو، إمبراطور اليابان السابق.
- 1342 هـ - نازك الملائكة، أديبة عراقية.
- 1359 هـ - صابر مراد نيازوف، رئيس تركمانستان الأول.
- 1365 هـ - سلمى بكار، مخرجة تونسية.
- 1387 هـ - فارس، مغني مصري.
- 1390 هـ - هند عاكف، ممثلة مصرية.
- 1393 هـ - دانية الخطيب، مذيعة لبنانية.
- 1397 هـ - حسن صالحميدزيتش، لاعب كرة قدم بوسني.
- 1411 هـ - أمير المصري، ممثل مصري.

## وفيات
- 567 هـ - العاضد لدين الله، آخر خلفاء الدولة الفاطمية.
- 855 هـ - مراد الثاني، سادس سلاطين بني عثمان.
- 1335 هـ - علي دينار، سلطان دارفور.
- 1383 هـ - ناظم حكمت، شاعر تركي.
- 1391 هـ - عبد المتعال الصعيدي، عالم لغوي، وعضو مجمع اللغة العربية بمصر.
- 1411 هـ - فهد الأحمد الجابر الصباح، أحد أبرز الشخصيات الرياضية في الخليج وآسيا.
- 1426 هـ - سعد الدين بقدونس، ممثل سوري.
- 1432 هـ - يحيى سعادة، مخرج لبناني.
- 1434 هـ - عبد العزيز بن يحيى اليحيى، فقيه حنبلي وقاضي سعودي.

## وصلات خارجية
- موقع قصة الإسلام: حدث في شهر محرم.